# Escut de Cunit
L'escut oficial de Cunit té el següent blasonament:
Escut caironat partit: 1r d'atzur, una palmera d'or; 2n d'or, 4 pals de gules. Per timbre una corona mural de poble.

## Història
Va ser aprovat el 7 de juliol de 1987.
La palmera és l'atribut de sant Cristòfol, patró del poble. Els quatre pals de Catalunya recorden la jurisdicció reial sobre la localitat.